# Turi Simeti

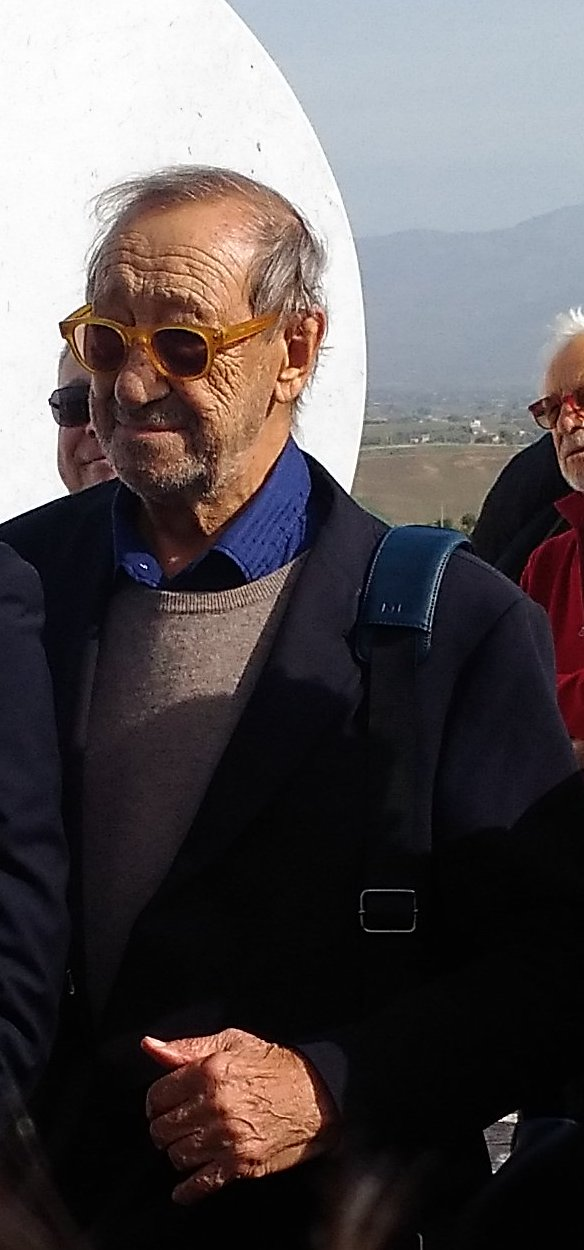
Turi Simeti

Turi Simeti (* 5. August 1929 in Alcamo; † 16. März 2021 in Mailand) war ein italienischer Maler.

## Leben und Werk
Turi Simeti zählte zu den bekanntesten Vertretern der italienischen ZERO-Bewegung. Er wurde 1929 in Alcamo, Sizilien geboren. Mit 30 Jahren zog er nach Rom, wo er nach der Begegnung mit Alberto Burri als Autodidakt das Malen begann. In diese Zeit fielen auch längere Aufenthalte in London, Paris und Basel.
1965 zog Simeti nach Mailand, wo er der ZERO-Gruppe beitrat, zu der auch Enrico Castellani und Agostino Bonalumi gehörten. Als Teil dieser jungen Generation von italienischen Künstlern und zusammen mit anderen Pionieren aus Europa, Südamerika und Japan nahm er neben Künstlern wie Heinz Mack und Otto Piene an der legendären Ausstellung „ZERO Avantgarde“ im Atelier von Lucio Fontana in Mailand teil.
Turi Simeti lebte in Mailand. Seine Werke befinden sich in wichtigen Museen und Sammlungen wie dem Museu de Arte Moderna do Rio de Janeiro in Brasilien, Museo d’Arte Moderna di Bolzano (Bozen, Italien), Galleria Civica d’Arte Moderna (Turin, Italien) und dem Wilhelm-Hack-Museum, Ludwigshafen.
Er starb im März 2021 im Alter von 91 Jahren an einer COVID-19-Erkrankung.

## Ausstellungen (Auswahl)
- Galerie Volker Diehl, Berlin, 2015
- Almine Rech Gallery, Brüssel, 2015
- Tornabuoni Art Gallery, Paris, 2014
- Galleria Dep Art, Mailand, 2013
- The Mayor Gallery, London, 2012
- Galerie 44, Düsseldorf, 1977, 1985
- Galerie m, Bochum, 1971